# Khalid Al-Hajri
Khalid bin Khalifa Al-Hajri (arab. رائد إبراهيم صالح هيكل المخيني; ur. 9 marca 1994) – omański piłkarz grający na pozycji napastnika. Od 2018 jest zawodnikiem klubu Al-Nasr Salala.

## Kariera piłkarska
Swoją karierę piłkarską Al-Hajri rozpoczął w klubie Al-Mussanah Club, w którym w 2012 roku zadebiutował w pierwszej lidze omańskiej. W 2016 roku odszedł do Oman Club, a na początku 2017 został zawodnikiem Al Dhafra FC ze Zjednoczonych Emiratów Arabskich. Zadebiutował w nim 14 stycznia 2017 w zremisowanym 2:2 wyjazdowym meczu z Al-Nasr Dubaj. W Al Dhafra spędził pół roku.
W 2017 Al-Hajri został piłkarzem Suwaiq Club. W sezonie 2017/2018 wywalczył z nim mistrzostwo Omanu. W 2018 przeszedł do Al-Nasr Salala.

## Kariera reprezentacyjna
W reprezentacji Omanu Al-Hajri zadebiutował 28 marca 2017 w wygranym 16:0 meczu eliminacji do Pucharu Azji 2019 z Bhutanem. W debiucie strzelił 4 gole. W 2019 roku został powołany do kadry na Puchar Azji 2019.